# 久世廃寺跡
座標: 北緯34度51分35秒 東経135度46分48秒 / 北緯34.85972度 東経135.78000度

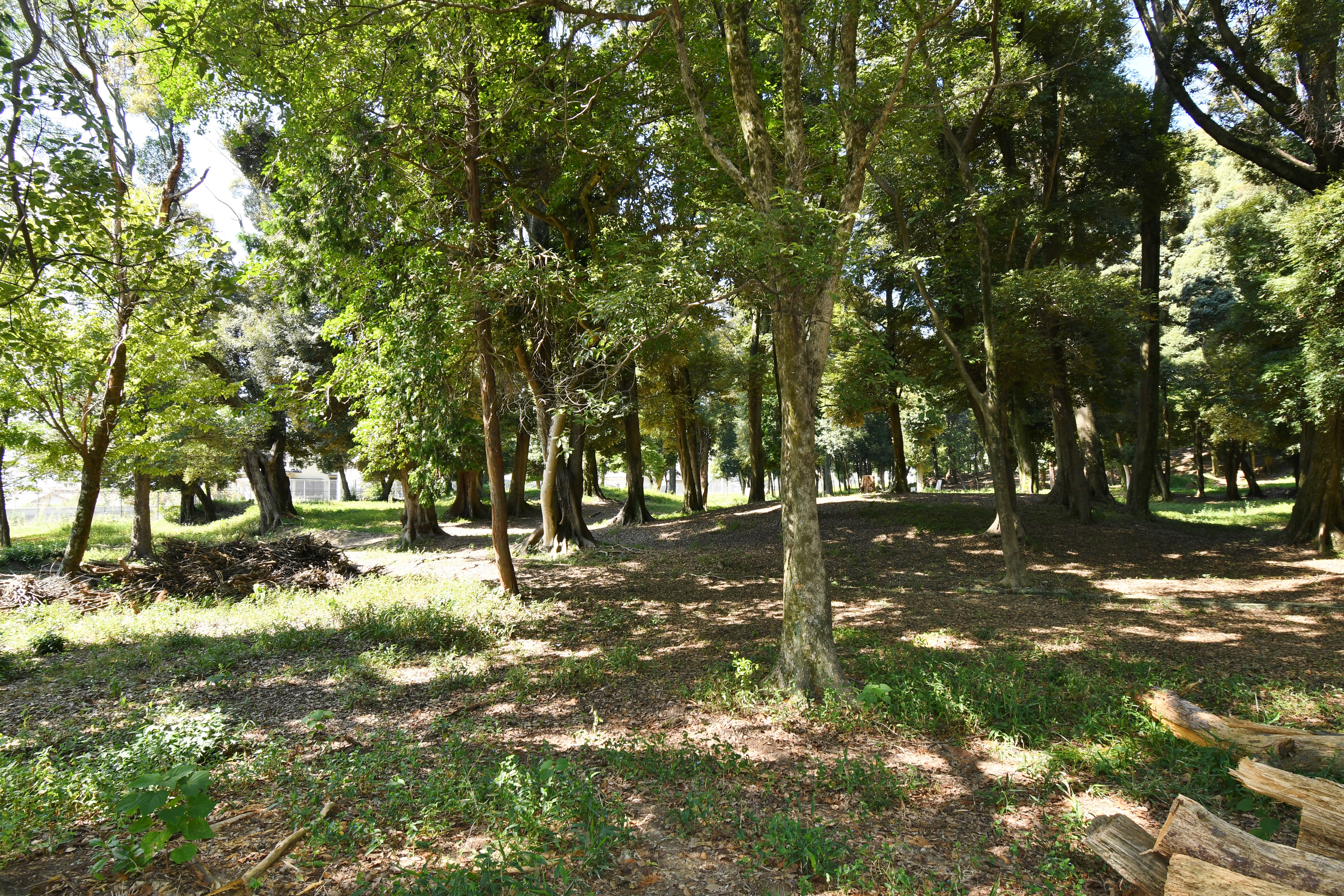
久世廃寺跡 概観

久世廃寺跡（くせはいじあと）は、京都府城陽市久世芝ヶ原にある古代寺院跡。国の史跡に指定されている。

## 概要
木津川右岸丘陵の一支脈、芝ヶ原丘陵の西南端に位置し、法起寺式伽藍配置の塔跡・金堂跡・講堂跡が土檀として良好に残る古代寺院跡である。奈良時代前期に創建され、11世紀前半に廃絶している事が明らかとなり、四面庇の特異な構造の建物跡であったことが確認されている。
また、平安時代初頭の多量の瓦や奈良時代末には金銅製誕生釈迦仏立像など重要な遺物が多数含まれている。主要な建物跡が良好に保存され、古代久世郡衙と推定される遺跡もあり、南山城地域の古代寺院を考える上で重要な遺跡である。
その後、廃仏毀釈の時代を経て、現在は久世神社として残っている。主な寺院跡は、この久世神社の森の中に残っている。

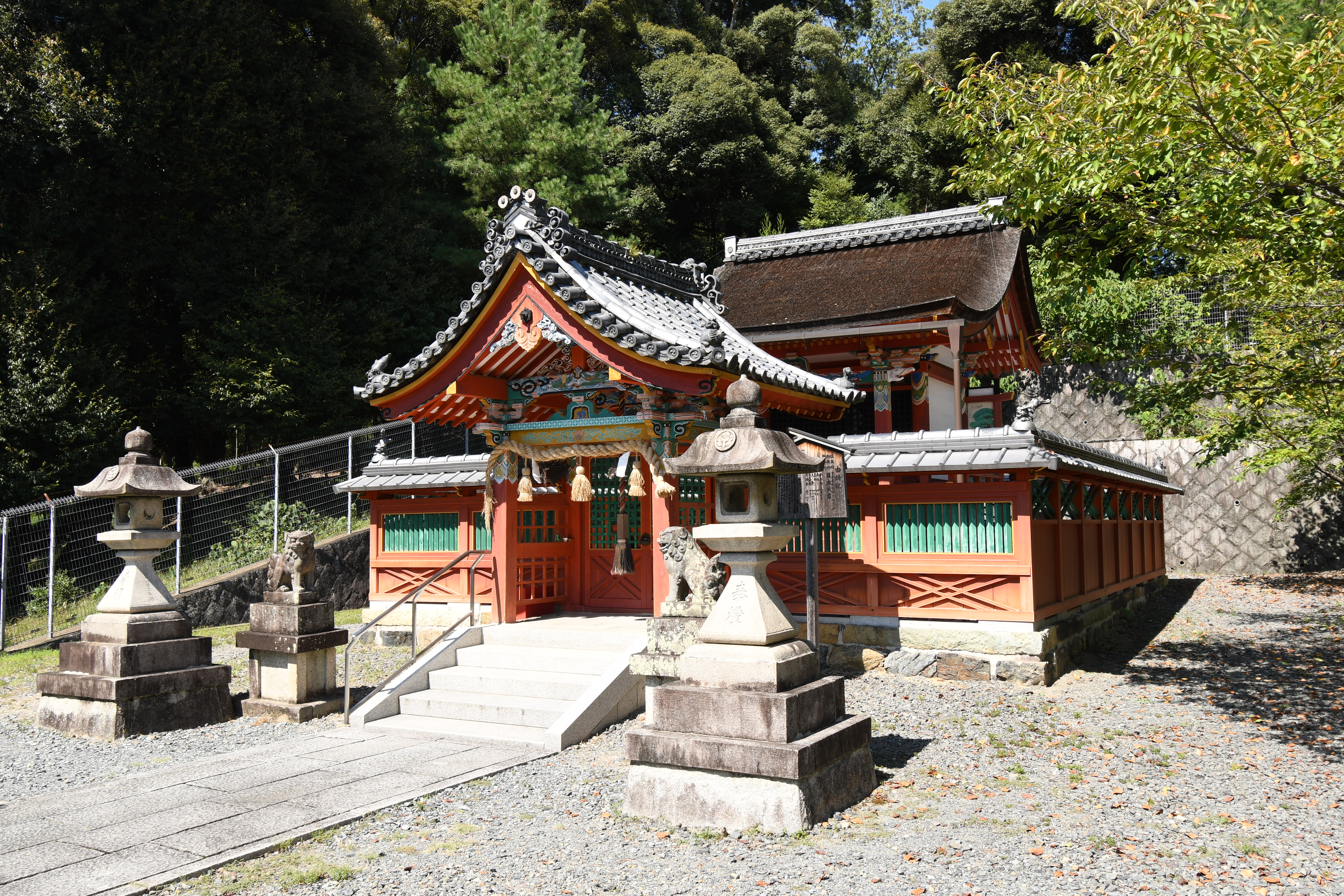
久世神社（本殿は国の重要文化財）
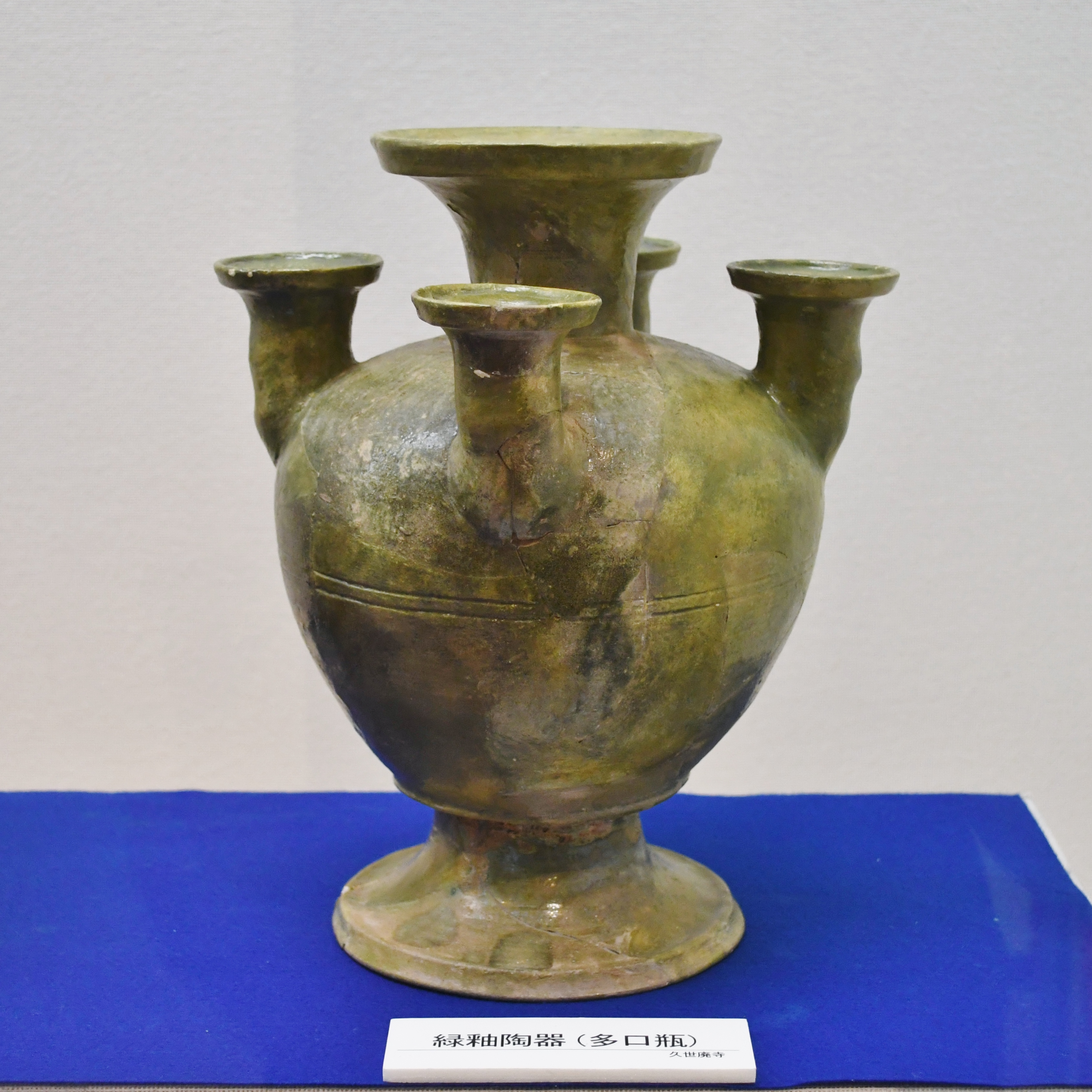
緑釉陶器 多口瓶 城陽市歴史民俗資料館（五里ごり館）展示。
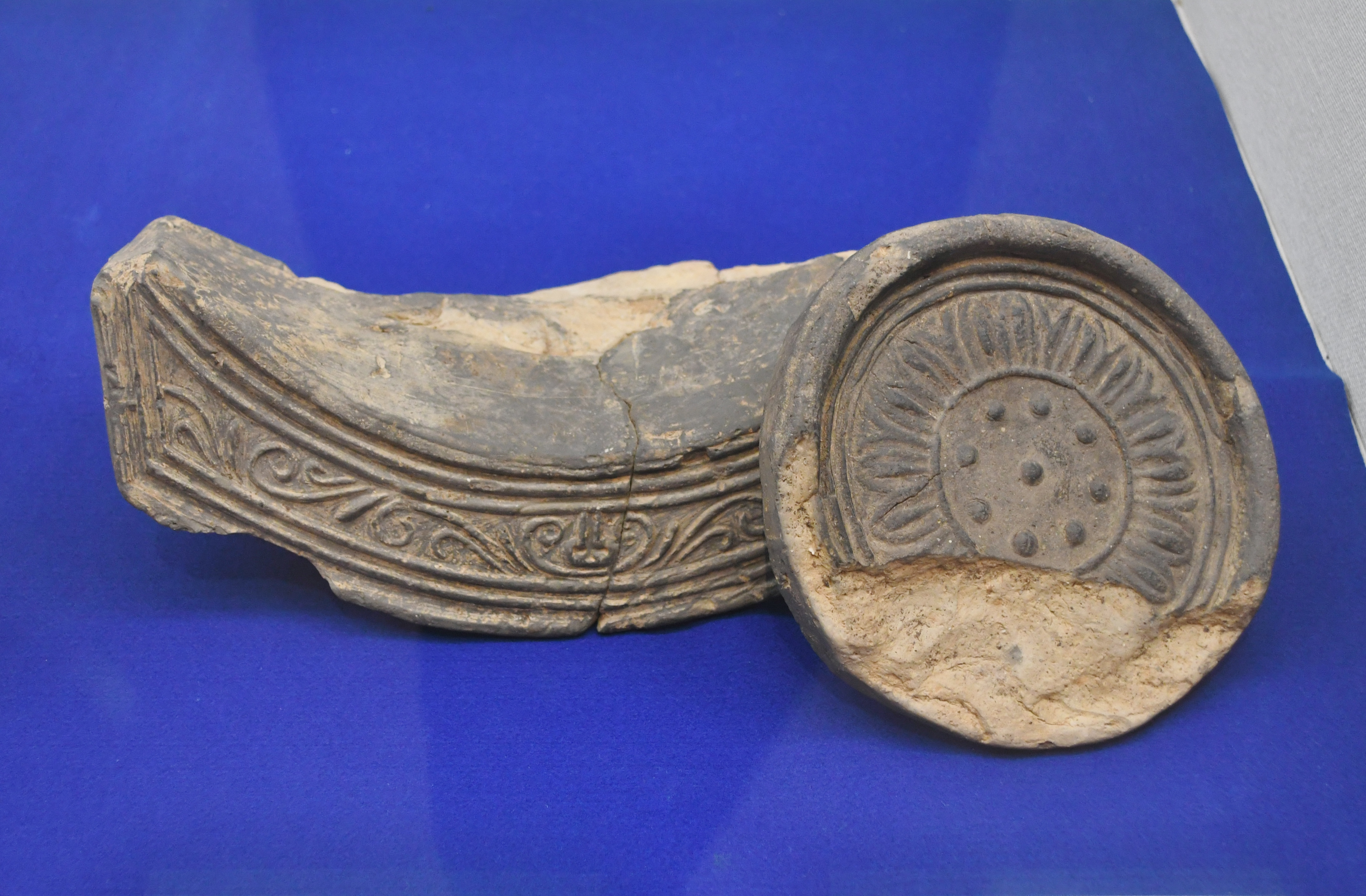
軒丸瓦・軒平瓦 城陽市歴史民俗資料館（五里ごり館）展示。
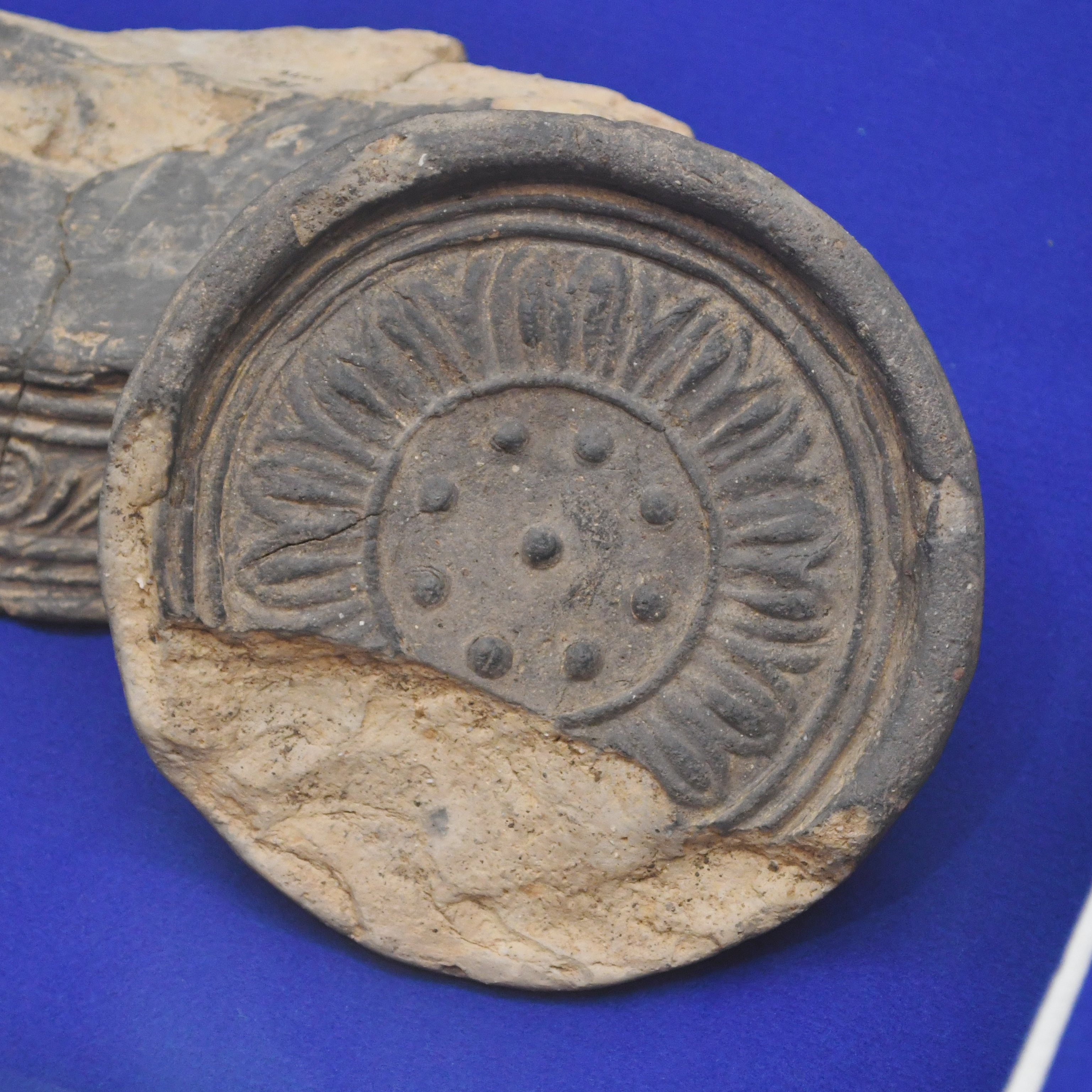
軒丸瓦 城陽市歴史民俗資料館（五里ごり館）展示。

## 文化財

### 国の史跡
- 久世廃寺跡 - 2007年（平成19年）12月3日指定。

## アクセス
- JR奈良線城陽駅から徒歩約5分。